# Inclán
Inclán és una parròquia del conceyu asturià de Pravia. Té una població de 101 habitants (INE Arxivat 2016-03-03 a Wayback Machine., 2011) i ocupa una extensió de 7,82 km². Es troba a una distància de 17 quilòmetres de la capital, Pravia.

## Barris
- Fondosdevilla
- Godina
- Inclán
- Masfera
- San Esteban
- Villamexán